# Roman Zientarski
Roman Zientarski (ur. 6 maja 1907 w Pleszewie, zm. 18 marca 2001 w Inowrocławiu) – polski duchowny rzymskokatolicki, psycholog, pedagog, harcerz, honorowy obywatel Inowrocławia. 

## Życiorys
W 1925 zdał maturę w Gimnazjum Humanistycznym w Pleszewie, po czym wstąpił do seminarium duchownego w Poznaniu. 14 czerwca 1930 otrzymał święcenia kapłańskie z rąk prymasa Polski kardynała Augusta Hlonda, po czym został wikariuszem w parafii pw. Najświętszego Serca Pana Jezusa w Bydgoszczy, a rok później prefektem w Prywatnym Żeńskim Seminarium Nauczycielskim. Był także moderatorem Sodalicji Panien Uczennic i Sodalicji Mariańskiej Panien. Prowadził obozy harcerskie oraz był kapelanem bydgoskich hufców. W 1934 został kapelanem Zakładu Karnego w Szubinie, gdzie także zorganizował drużynę harcerską. Okresy wakacyjne spędzał we Francji, gdzie pracował z miejscową Polonią. W 1937 rozpoczął studia w zakresie pedagogiki i psychologii na Katolickim Uniwersytecie w Lowanium w Belgii. Po uzyskaniu tytułu licencjata przerwał studia i wrócił do Polski.
Po wybuchu wojny przez dwa miesiące prowadził duszpasterstwo w Pleszewie, ponieważ miejscowi księża musieli uciec. 12 marca 1940 został aresztowany i osadzony w Forcie VII w Poznaniu. Potem przeniesiony do obozów koncentracyjnych w Buchenwaldzie (15 lipca – 6 grudnia 1940) i Dachau (8 grudnia 1940 – 29 kwietnia 1945). Po wyzwoleniu udał się z polecenia bp. Józefa Gawliny zajął się w Kißleggu posługą wśród Polaków wysiedlonych do Niemiec. W 1946 został kapelanem oddziałów wartowniczych złożonych z młodzieży polskiej w Waldkrich, we francuskiej strefie okupacyjnej. Służył także miejscowym Polakom.
Po powrocie do Polski, 13 czerwca 1947 został proboszczem parafii w Dąbrówce Kościelnej. W latach 1948–1960 wykładał filozofię, psychologię i pedagogikę w Prymasowskim Wyższym Seminarium Duchownym w Gnieźnie. W 1961 został przeniesiony do Inowrocławia, gdzie 10 lutego objął probostwo parafii Parafii Zwiastowania Najświętszej Maryi Panny w Inowrocławiu. Następnie został także dziekanem. Spotykał się z atakami ze strony aparatu państwowego i represjami administracyjno-sądowymi. 2 września 1963 został mianowany kanonikiem gremialnym Kapituły przy bazylice kolegiackiej św. Piotra i Pawła w Kruszwicy. W 1984 przeszedł na emeryturę. Pełnił funkcję kapelana harcerzy-seniorów.
3 maja 2000, z okazji 70-lecia kapłaństwa, otrzymał tytuł honorowego obywatela miasta Inowrocławia.
Pochowany na cmentarzu Parafii Zwiastowania Najświętszej Maryi Panny w Inowrocławiu.
Mówił po francusku i niemiecku. Posługiwał się także włoskim i angielskim. Rodzicami ks. Romana byli krawiec Julian Zientarski (1873–1950) i gospodyni Eufemia Kress (1878–1958). Miał dziesięcioro rodzeństwa, w tym brata Władysława, także księdza. Wnukiem jego siostry jest polityk Radosław Sikorski.